# 白木星
白木 星（しらき あかり、1996年11月4日 - ）は、北海道札幌市出身の元女子サッカー選手。ポジションはフォワード。

## 来歴
小学3年時に伏古北FCでサッカーを始める。中学時はノルディーア北海道で存在感を示し、チャレンジリーグで25試合に出場。
宮城県の強豪・常盤木学園高校に進むと、1年生でレギュラーとなる。同年度の高校選手権で優勝、決勝の神村学園戦では先制点を挙げている。またU-17日本女子代表としてU-17女子ワールドカップに出場、3試合で2得点を挙げた。2年時にはチャレンジリーグで優勝し、最優秀選手賞を受賞。一時は大学進学を考えるが、3年になり進路をなでしこリーグ1本に絞る。最後の高校選手権は決勝で日ノ本学園に敗れ、準優勝となった。高校でFWだけでなくMFも経験したことでプレーの幅を広げ、複数クラブの勧誘の中から浦和レッドダイヤモンズ・レディースの加入内定を得た。
2016年3月27日の日テレ・ベレーザ戦でなでしこリーグ通算100試合出場を達成。
2019年1月11日、マイナビベガルタ仙台レディースへ完全移籍することが発表された。
2022年6月25日、現役引退を発表。

## 所属クラブ
- 2005年 - 2006年 伏古北FC（札幌市立伏古北小学校）
- 2007年 - 2008年 SSS札幌
- 2009年 - 2011年 ASC adooma / ノルディーア北海道（札幌市立札苗中学校）
- 2012年 - 2014年 常盤木学園高等学校
- 2015年 - 2018年 浦和レッドダイヤモンズ・レディース
- 2019年 - 2022年 マイナビベガルタ仙台レディース / マイナビ仙台レディース

## 個人成績

### クラブ
| 国内大会個人成績 | 国内大会個人成績               | 国内大会個人成績 | 国内大会個人成績 | 国内大会個人成績 | 国内大会個人成績 | 国内大会個人成績 | 国内大会個人成績 | 国内大会個人成績 | 国内大会個人成績 | 国内大会個人成績 | 国内大会個人成績 |
| 年度             | クラブ                         | 背番号           | リーグ           | リーグ戦         | リーグ戦         | リーグ杯         | リーグ杯         | オープン杯       | オープン杯       | 期間通算         | 期間通算         |
| 年度             | クラブ                         | 背番号           | リーグ           | 出場             | 得点             | 出場             | 得点             | 出場             | 得点             | 出場             | 得点             |
| 日本             | 日本                           | 日本             | 日本             | リーグ戦         | リーグ戦         | リーグ杯         | リーグ杯         | 皇后杯           | 皇后杯           | 期間通算         | 期間通算         |
| ---------------- | ------------------------------ | ---------------- | ---------------- | ---------------- | ---------------- | ---------------- | ---------------- | ---------------- | ---------------- | ---------------- | ---------------- |
| 2009             | ASC adooma                     | 12               | 北海道           |                  |                  | -                | -                | 1                | 0                | 1                | 0                |
| 2010             | ノルディーア北海道             | 20               | チャレンジEAST   | 14               | 1                | -                | -                | 1                | 0                | 15               | 1                |
| 2011             | ノルディーア北海道             | 20               | チャレンジEAST   | 11               | 2                | -                | -                | 2                | 1                | 13               | 3                |
| 2012             | 常盤木学園高校                 | 14               | チャレンジ       | 13               | 0                | -                | -                | 2                | 0                | 15               | 0                |
| 2013             | 常盤木学園高校                 | 14               | チャレンジ       | 22               | 13               | -                | -                | 1                | 0                | 23               | 13               |
| 2014             | 常盤木学園高校                 | 10               | チャレンジ       | 21               | 10               | -                | -                | 3                | 0                | 24               | 10               |
| 2015             | 浦和レッズレディース           | 25               | なでしこ1部      | 18               | 0                | -                | -                | 2                | 1                | 20               | 1                |
| 2016             | 浦和レッズレディース           | 13               | なでしこ1部      | 16               | 1                | 9                | 3                | 3                | 0                | 28               | 4                |
| 2017             | 浦和レッズレディース           | 13               | なでしこ1部      | 8                | 0                | 8                | 1                | 0                | 0                | 16               | 1                |
| 2018             | 浦和レッズレディース           | 7                | なでしこ1部      | 10               | 0                | 6                | 4                | 0                | 0                | 16               | 4                |
| 2019             | マイナビベガルタ仙台レディース | 20               | なでしこ1部      | 16               | 1                | 3                | 1                | 3                | 1                | 22               | 3                |
| 2020             | マイナビベガルタ仙台レディース | 20               | なでしこ1部      | 18               | 2                | -                | -                | 4                | 0                | 22               | 2                |
| 2021-22          | マイナビ仙台レディース         | 20               | WE               | 17               | 8                | -                | -                | 1                | 0                | 18               | 8                |
| 通算             | 日本                           | 日本             | 1部              | 103              | 12               | 26               | 9                | 13               | 2                | 142              | 23               |
| 通算             | 日本                           | 日本             | 2部              | 81               | 26               | -                | -                | 9                | 1                | 90               | 27               |
| 通算             | 日本                           | 日本             | 他               |                  |                  | -                | -                | 1                | 0                | 1                | 0                |
| 総通算           | 総通算                         | 総通算           | 総通算           | 184              | 38               | 26               | 9                | 23               | 3                | 233              | 50               |

- 日本女子サッカーリーグ
  - 初出場 - 2010年4月4日 チャレンジリーグEAST 第1節 清水第八プレアデス戦 (静岡市清水総合運動場陸上競技場)
  - 初得点 - 2010年7月4日 チャレンジリーグEAST 第10節 常盤木学園高等学校戦 (札幌サッカーアミューズメントパーク)

- WEリーグ
  - 初出場 - 2021年9月12日 第1節 ノジマステラ神奈川相模原戦 (ユアテックスタジアム仙台)[11]
  - 初得点 - 2021年9月18日 第2節 サンフレッチェ広島レジーナ戦 (広島広域公園第一球技場)[11]

### 代表

#### 主な選出歴
- U-16日本女子代表
  - AFC U-16女子選手権2011
- U-17日本女子代表
  - 2012 FIFA U-17女子ワールドカップ
- U-18日本女子代表
  - 日中韓国際親善サッカー大会（U-18）[12]
- U-19日本女子代表
  - AFC U-19女子選手権2013
- U-20日本女子代表候補[13]
- U-23日本女子代表
  - 2015年ラ・マンガU-23女子国際大会
  - 2017年ラ・マンガU-23女子国際大会

## タイトル

### 個人
- チャレンジリーグ最優秀選手賞（2013年）